# Albula argentea
Albula argentea är en fiskart som först beskrevs av Forster, 1801.  Albula argentea ingår i släktet Albula och familjen Albulidae. IUCN kategoriserar arten globalt som otillräckligt studerad. Inga underarter finns listade i Catalogue of Life.